# Springersverlaat

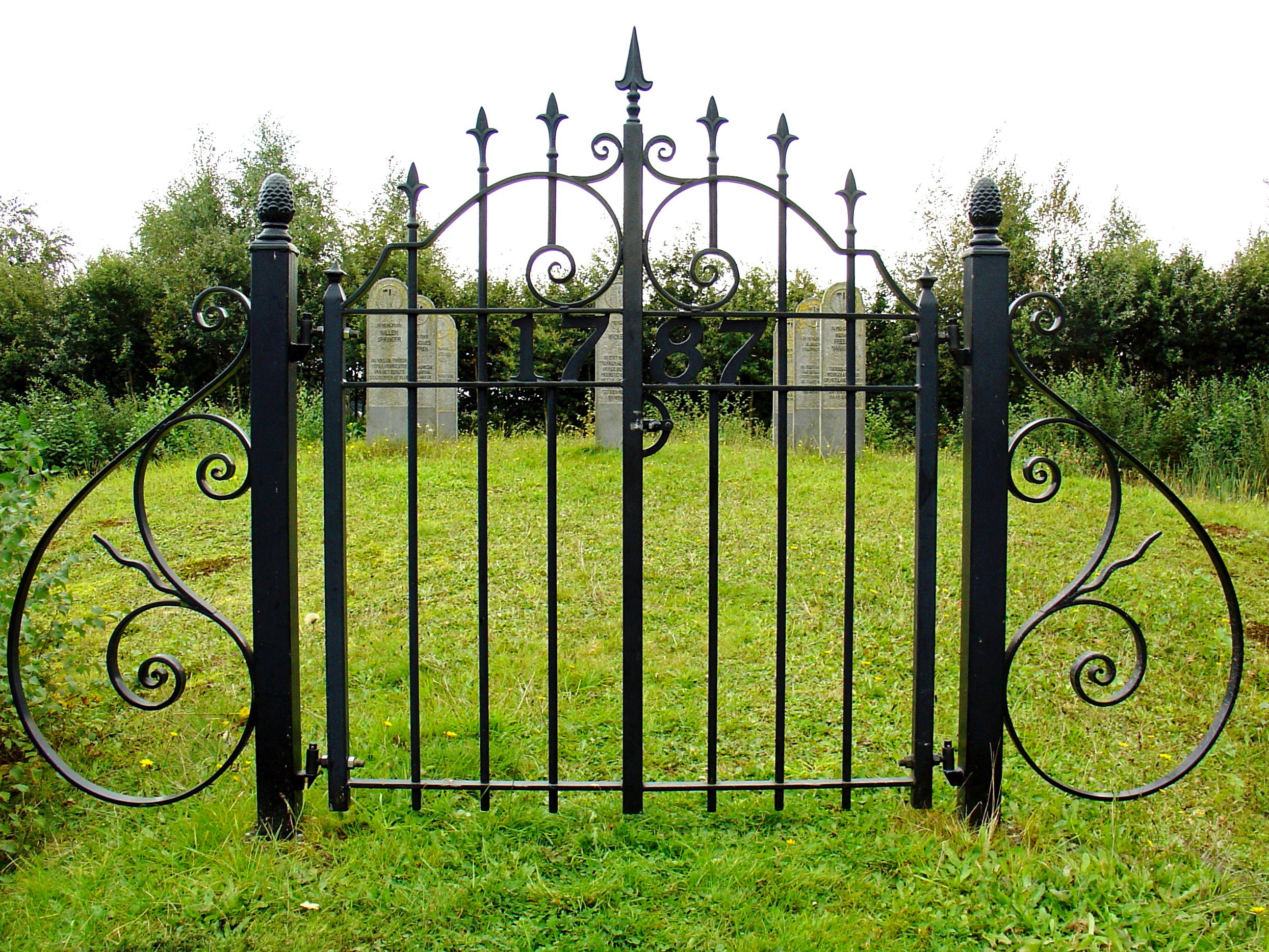
"1787", kunstwerk van Jorgen Leijenaar, de meest linker steen is een herinnering aan Willem Jans Springer

Het Springersverlaat (of 1e Verlaat, Eerste Verlaat) is de eerste schutsluis die in 1789 werd aangelegd in het nieuw aangelegde Stadskanaal in de Nederlandse provincie Groningen.
De vaarweg is aangemerkt als CEMT-klasse 0. 
De lengte van de kolk is 36,1 m, toch is de schutlengte 40 m (door de vorm van de sluiskolk), en de wijdte is 11,3 m. De doorvaarbreedte van de hoofden is maar 6,0 m. De drempeldiepte van beide drempels is KP –2,0 m. Er ligt een draaibrug over het benedenhoofd, met een onderdoorvaarthoogte van KP +1,0 m.

## Geschiedenis
Het Springersverlaat is een schutsluis, die in 1789 werd aangelegd aan de Unikenstraat en Unikenkade in het toenmalige Wildervank, thans Stadskanaal. In de loop van de 19e eeuw werd het kanaal verder in zuidoostelijke richting gegraven. Veel neringdoenden vestigden zich in de buurt van de in het kanaal aangelegde schutsluizen, vanwege de mogelijkheden tot handel met de wachtende turfschippers.
In de eerste helft van de 19e eeuw werd het verlaatshuis bij de sluis gebouwd. De eerste bewoner was een zoon van Willem Jans Springer, Jurjen (Jurrien) Willems Springer (1794-1869), die niet alleen verlaatmeester was, maar ook winkelier, bakker en landbouwer. Hij had in 1815 als soldaat deelgenomen aan de Slag bij Waterloo, waarvoor hij in 1865, op 71-jarige leeftijd, nog een herdenkingskruis kreeg uitgereikt. Na zijn terugkeer trouwde hij op 2 februari 1821 te Gasselte met Grietje Jacobs Hazekamp en vestigde hij zich als verlaatmeester in zijn geboorteplaats Wildervank.
Het Springersverlaat, inclusief de draaibrug, is aangemerkt als een rijksmonument.
Op een van de negen gedenkstenen die tezamen het kunstwerk ‘1787’ van Jorgen Leijenaar vormen, wordt aandacht besteed aan Willem Jans Springer, de vader van Jurjen Springer: "In Memoriam WILLEM SPRINGER. Hij was de tweede verlaatsmeester van het eerste stadsverlaat in de Boven Wildervank".

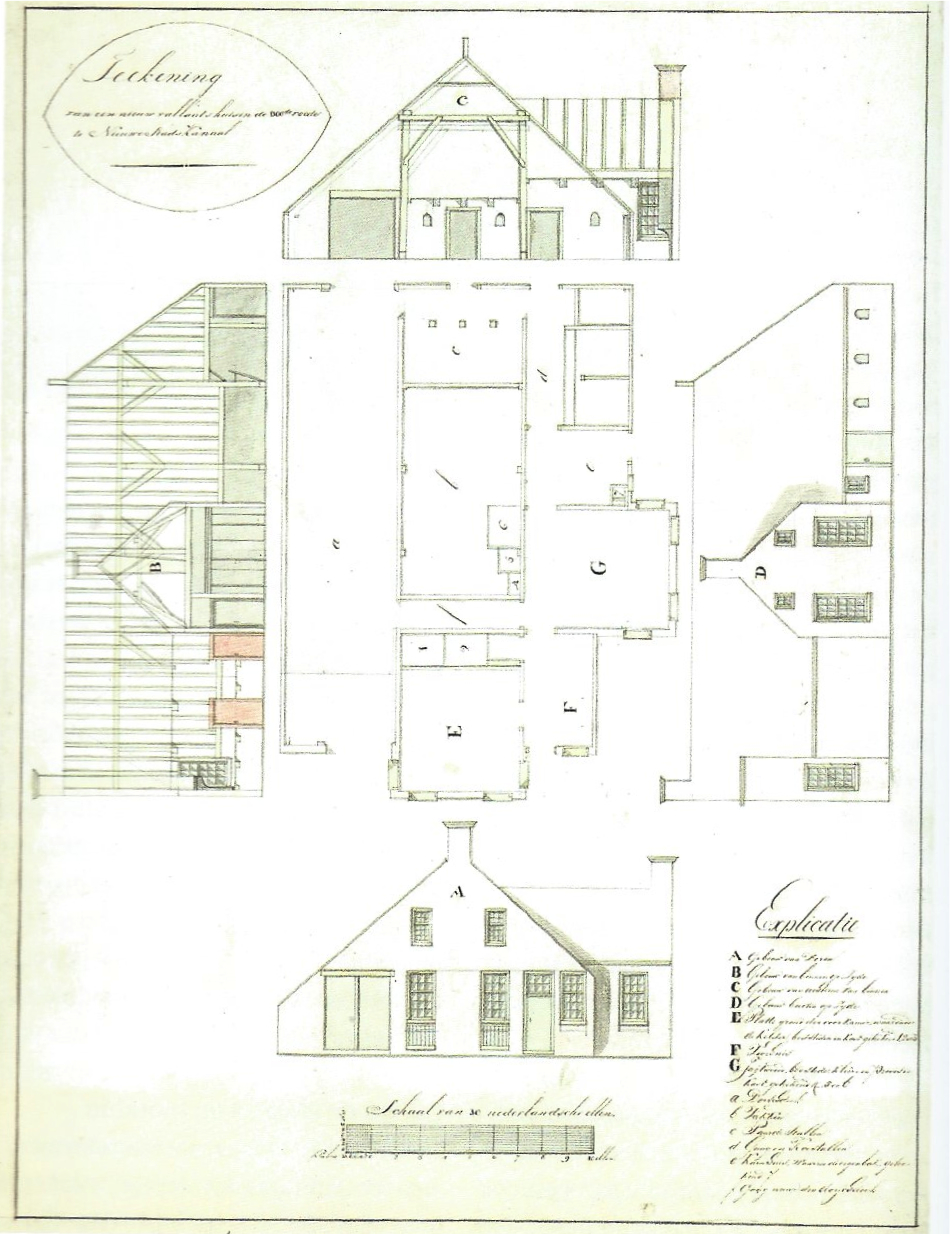
Bouwtekening uit de eerste helft van de 19e eeuw van het verlaatshuis van het Springersverlaat. Jurrien Springer was de eerste bewoner van deze sluiswachterswoning.